# Euherdmania gigantea
Euherdmania gigantea är en sjöpungsart som först beskrevs av Van Name 1921.  Euherdmania gigantea ingår i släktet Euherdmania och familjen Euherdmanniidae. Inga underarter finns listade i Catalogue of Life.